# Liste des titres musicaux numéro un au Royaume-Uni en 2015
Cette page liste les titres classés no 1 des ventes de disques au Royaume-Uni pour l'année 2015 selon The Official Charts Company. 
Les classements hebdomadaires sont issus des 100 meilleures ventes de singles (UK Singles Chart) et des 100 meilleures ventes d'albums (UK Albums Chart). Ils prennent en compte les ventes physiques et digitales ainsi que les écoutes en streaming converties en équivalents ventes. Ils sont dévoilés le dimanche puis le vendredi à compter du 10 juillet.

## Classement des singles
| №  | Date         | Artiste                               | Titre                           | Référence |
| -- | ------------ | ------------------------------------- | ------------------------------- | --------- |
| 1  | 4 janvier    | Mark Ronson feat. Bruno Mars          | Uptown Funk                     |           |
| 2  | 11 janvier   | Mark Ronson feat. Bruno Mars          | Uptown Funk                     |           |
| 3  | 18 janvier   | Mark Ronson feat. Bruno Mars          | Uptown Funk                     |           |
| 4  | 25 janvier   | Mark Ronson feat. Bruno Mars          | Uptown Funk                     |           |
| 5  | 1er février  | Mark Ronson feat. Bruno Mars          | Uptown Funk                     |           |
| 6  | 8 février    | Ellie Goulding                        | Love Me Like You Do             |           |
| 7  | 15 février   | Ellie Goulding                        | Love Me Like You Do             |           |
| 8  | 22 février   | Ellie Goulding                        | Love Me Like You Do             |           |
| 9  | 1er mars     | Ellie Goulding                        | Love Me Like You Do             |           |
| 10 | 8 mars       | Years and Years                       | King                            |           |
| 11 | 15 mars      | Sam Smith feat. John Legend           | Lay Me Down                     |           |
| 12 | 22 mars      | Sam Smith feat. John Legend           | Lay Me Down                     |           |
| 13 | 29 mars      | Jess Glynne                           | Hold My Hand                    |           |
| 14 | 5 avril      | Jess Glynne                           | Hold My Hand                    |           |
| 15 | 12 avril     | Jess Glynne                           | Hold My Hand                    |           |
| 16 | 19 avril     | Wiz Khalifa feat. Charlie Puth        | See You Again                   |           |
| 17 | 26 avril     | Wiz Khalifa feat. Charlie Puth        | See You Again                   |           |
| 18 | 3 mai        | OMI                                   | Cheerleader (Felix Jaehn Remix) |           |
| 19 | 10 mai       | OMI                                   | Cheerleader (Felix Jaehn Remix) |           |
| 20 | 17 mai       | OMI                                   | Cheerleader (Felix Jaehn Remix) |           |
| 21 | 24 mai       | OMI                                   | Cheerleader (Felix Jaehn Remix) |           |
| 22 | 31 mai       | Jason Derulo                          | Want to Want Me                 |           |
| 23 | 7 juin       | Jason Derulo                          | Want to Want Me                 |           |
| 24 | 14 juin      | Jason Derulo                          | Want to Want Me                 |           |
| 25 | 21 juin      | Jason Derulo                          | Want to Want Me                 |           |
| 26 | 28 juin      | Tinie Tempah feat. Jess Glynne        | No Letting Go                   |           |
| 27 | 5 juillet    | Lost Frequencies                      | Are You with Me                 |           |
| 28 | 10 juillet   | David Zowie (en)                      | House Every Weekend             |           |
| 29 | 17 juillet   | Little Mix                            | Black Magic                     |           |
| 30 | 24 juillet   | Little Mix                            | Black Magic                     |           |
| 31 | 31 juillet   | Little Mix                            | Black Magic                     |           |
| 32 | 7 août       | One Direction                         | Drag Me Down                    |           |
| 33 | 14 août      | Charlie Puth feat. Meghan Trainor     | Marvin Gaye                     |           |
| 34 | 21 août      | Jess Glynne                           | Don't Be So Hard on Yourself    |           |
| 35 | 28 août      | Rachel Platten                        | Fight Song                      |           |
| 36 | 4 septembre  | Justin Bieber                         | What Do You Mean?               |           |
| 37 | 11 septembre | Sigala                                | Easy Love                       |           |
| 38 | 18 septembre | Justin Bieber                         | What Do You Mean?               |           |
| 39 | 25 septembre | Justin Bieber                         | What Do You Mean?               |           |
| 40 | 2 octobre    | Sam Smith                             | Writing's on the Wall           |           |
| 41 | 9 octobre    | Justin Bieber                         | What Do You Mean?               |           |
| 42 | 16 octobre   | Justin Bieber                         | What Do You Mean?               |           |
| 43 | 23 octobre   | KDA feat. Tinie Tempah & Katy B       | Turn the Music Louder (Rumble)  |           |
| 44 | 30 octobre   | Adele                                 | Hello                           |           |
| 45 | 6 novembre   | Adele                                 | Hello                           |           |
| 46 | 13 novembre  | Adele                                 | Hello                           |           |
| 47 | 20 novembre  | Justin Bieber                         | Sorry                           |           |
| 48 | 27 novembre  | Justin Bieber                         | Sorry                           |           |
| 49 | 4 décembre   | Justin Bieber                         | Love Yourself                   |           |
| 50 | 11 décembre  | Justin Bieber                         | Love Yourself                   |           |
| 51 | 18 décembre  | Justin Bieber                         | Love Yourself                   |           |
| 52 | 25 décembre  | Lewisham and Greenwich NHS Trust (en) | A Bridge over You               |           |

## Classement des albums
| №  | Date         | Artiste                            | Titre                            | Référence |
| -- | ------------ | ---------------------------------- | -------------------------------- | --------- |
| 1  | 4 janvier    | George Ezra                        | Wanted on Voyage                 |           |
| 2  | 11 janvier   | Sam Smith                          | In the Lonely Hour               |           |
| 3  | 18 janvier   | George Ezra                        | Wanted on Voyage                 |           |
| 4  | 25 janvier   | Mark Ronson                        | Uptown Special                   |           |
| 5  | 1er février  | Meghan Trainor                     | Title                            |           |
| 6  | 8 février    | Bob Dylan                          | Shadows in the Night             |           |
| 7  | 15 février   | Sam Smith                          | In the Lonely Hour               |           |
| 8  | 22 février   | Imagine Dragons                    | Smoke + Mirrors                  |           |
| 9  | 1er mars     | Sam Smith                          | In the Lonely Hour               |           |
| 10 | 8 mars       | Noel Gallagher's High Flying Birds | Chasing Yesterday                |           |
| 11 | 15 mars      | Sam Smith                          | In the Lonely Hour               |           |
| 12 | 22 mars      | Kendrick Lamar                     | To Pimp a Butterfly              |           |
| 13 | 29 mars      | James Bay                          | Chaos and the Calm               |           |
| 14 | 5 avril      | The Prodigy                        | The Day Is My Enemy              |           |
| 15 | 12 avril     | All Time Low                       | Future Hearts                    |           |
| 16 | 19 avril     | Paul Simon                         | The Ultimate Collection          |           |
| 17 | 26 avril     | Josh Groban                        | Stages                           |           |
| 18 | 3 mai        | Blur                               | The Magic Whip                   |           |
| 19 | 10 mai       | Mumford and Sons                   | Wilder Mind                      |           |
| 20 | 17 mai       | Mumford and Sons                   | Wilder Mind                      |           |
| 21 | 24 mai       | Brandon Flowers                    | The Desired Effect               |           |
| 22 | 31 mai       | Will Young                         | 85% Proof                        |           |
| 23 | 7 juin       | Florence and the Machine           | How Big, How Blue, How Beautiful |           |
| 24 | 14 juin      | Muse                               | Drones                           |           |
| 25 | 21 juin      | Muse                               | Drones                           |           |
| 26 | 28 juin      | Florence and the Machine           | How Big, How Blue, How Beautiful |           |
| 27 | 5 juillet    | Lionel Richie                      | The Definitive Collection        |           |
| 28 | 10 juillet   | Ed Sheeran                         | x                                |           |
| 29 | 17 juillet   | Years and Years                    | Communion                        |           |
| 30 | 24 juillet   | Years and Years                    | Communion                        |           |
| 31 | 31 juillet   | The Chemical Brothers              | Born in the Echoes               |           |
| 32 | 7 août       | The Maccabees                      | Marks to Prove It                |           |
| 33 | 14 août      | Dr. Dre                            | Compton                          |           |
| 34 | 21 août      | Cilla Black                        | The Very Best of Cilla Black     |           |
| 35 | 28 août      | Jess Glynne                        | I Cry When I Laugh               |           |
| 36 | 4 septembre  | The Weeknd                         | Beauty Behind the Madness        |           |
| 37 | 11 septembre | Iron Maiden                        | The Book of Souls                |           |
| 38 | 18 septembre | Stereophonics                      | Keep the Village Alive           |           |
| 39 | 25 septembre | David Gilmour                      | Rattle That Lock                 |           |
| 40 | 2 octobre    | Disclosure                         | Caracal                          |           |
| 41 | 9 octobre    | Rudimental                         | We the Generation                |           |
| 42 | 16 octobre   | Faithless                          | Faithless 2.0                    |           |
| 43 | 23 octobre   | Jamie Lawson                       | Jamie Lawson                     |           |
| 44 | 30 octobre   | 5 Seconds of Summer                | Sounds Good Feels Good           |           |
| 45 | 6 novembre   | Elvis Presley                      | If I Can Dream                   |           |
| 46 | 13 novembre  | Elvis Presley                      | If I Can Dream                   |           |
| 47 | 20 novembre  | One Direction                      | Made in the A.M.                 |           |
| 48 | 27 novembre  | Adele                              | 25                               |           |
| 49 | 4 décembre   | Adele                              | 25                               |           |
| 50 | 11 décembre  | Adele                              | 25                               |           |
| 51 | 18 décembre  | Adele                              | 25                               |           |
| 52 | 25 décembre  | Adele                              | 25                               |           |

## Meilleures ventes de l'année
| Singles | Albums |
| --- | --- |
| 1. Mark Ronson feat. Bruno Mars – Uptown Funk 2. OMI - Cheerleader 3. Hozier – Take Me to Church 4. Ellie Goulding - Love Me Like You Do 5. Wiz Khalifa feat. Charlie Puth - See You Again 6. Adele - Hello 7. Major Lazer feat. MØ & DJ Snake - Lean On 8. James Bay - Hold Back the River 9. Justin Bieber - What Do You Mean? 10. Justin Bieber – Sorry | 1. Adele – 25 2. Ed Sheeran - x 3. Sam Smith - In the Lonely Hour 4. Elvis Presley - If I Can Dream 5. Justin Bieber - Purpose 6. Taylor Swift - 1989 7. Jess Glynne - I Cry When I Laugh 8. James Bay - Chaos and the Calm 9. Coldplay - A Head Full of Dreams 10. George Ezra - Wanted on Voyage |